# Limnophora patellifera
Limnophora patellifera är en tvåvingeart som först beskrevs av Villeneuve 1911.  Limnophora patellifera ingår i släktet Limnophora och familjen husflugor. Inga underarter finns listade i Catalogue of Life.